# Endarterektomia
Endarterektomia ang. Endarterectomy - zabieg chirurgiczny mający na celu usunięcie blaszki miażdżycowej ze ściany tętnicy zwężonej przez nagromadzone złogi po oddzieleniu blaszki od ściany tętnicy.

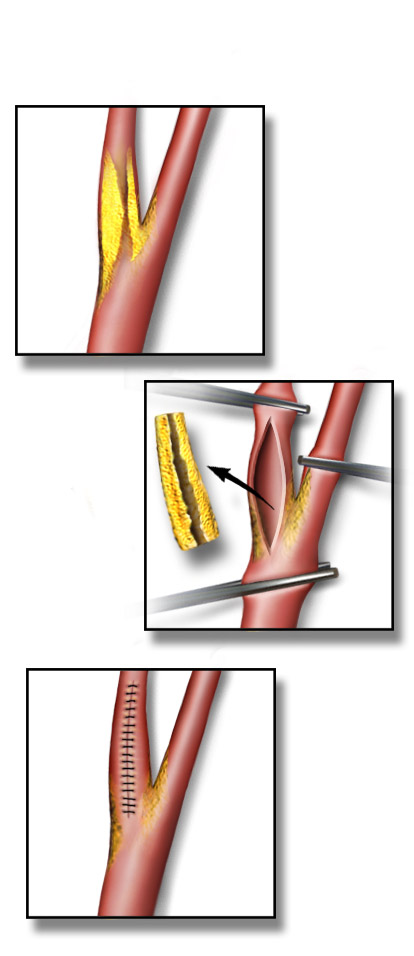
Endarterektomia tętnicy szyjnej

Zabieg został po raz pierwszy wykonany na tętnicy udowej powierzchownej w 1946 przez portugalskiego chirurga João Cid dos Santos na Uniwersytecie Lizbońskim, który w ten sposób rozpoczął skuteczne leczenie zwężeń naczyń obwodowych. W 1951 Amerykanin E. J. Wylie wykonał ją w obrębie aorty brzusznej. Pierwszą udaną rekonstrukcję tętnicy szyjnej przeprowadzili Carrea, Molins i Murphy w Argentynie, jeszcze w tym samym roku.
Endarterektomia tętnicy szyjnej jest zalecana w celu zmniejszenia ryzyka udaru, gdy tętnica szyjna jest poważnie zwężona.
Endarterektomia wieńcowa polega na usunięciu złogów miażdżycowych ze ściany zablokowanych naczyń (wieńcowych) zaopatrujących mięsień sercowy. Koncepcja ta została po raz pierwszy wprowadzona przez Baileya w latach pięćdziesiątych XX w. przed pojawieniem się operacji pomostowania tętnic wieńcowych. Jest ona stosowana do dziś jako uzupełnienie pomostowania tętnic wieńcowych w trudnych przypadkach uogólnionych zawapnień naczyń wieńcowych, kiedy przez usunięcie nagromadzonych blaszek miażdżycowych umożliwia się wykonanie bezpiecznych zespoleń.